# Панъевропейский транспортный коридор

Карта сети транспортных коридоров в Европе

Панъевропейский транспортный коридор — транспортные коридоры (система транспорта, то есть железных, автомобильных дорог и так далее) в Центральной и Восточной Европе.
Обозначается как PE с добавлением цифры, например PE1.
Была первоначально определена на II панъевропейской конференции по транспорту на Крите в марте 1994 года, дополнения внесены на III конференции в Хельсинки в 1997 году. Поэтому, независимо от географического положения, эти транспортные коридоры также иногда называют критскими коридорами или хельсинкскими коридорами.
| I    | Север — Юг: - Ветвь A: Хельсинки — Таллин — Рига — Каунас и Клайпеда — Варшава и Гданьск - Ветвь B: (Via/Rail Hanseatica) — Рига — Калининград — Гданьск - Ветвь C: По Балтийскому морю (E67) — Хельсинки — Варшава. - Ветвь D: Хельсинки — Санкт-Петербург — Москва — Волгоград — Астрахань — Баку — Астара — Тегеран - Ветвь E: Москва — Воронеж — Ростов-на-Дону — Грозный — Махачкала — Баку — Астара — Тегеран - Ветвь F: Ростов-на-Дону — Краснодар — Сочи — Тбилиси — Стамбул - Ветвь G: Ростов-на-Дону — Краснодар — Новороссийск, Анапа, Сочи — по Чёрному морю — Стамбул - Ветвь I: Санкт-Петербург — Псков — Невель — Витебск — Гомель — Чернигов — Киев — Одесса — по Чёрному морю — Самсун |
| II   | Восток—Запад: Берлин — Познань — Варшава — Брест — Минск — Смоленск — Москва — Нижний Новгород |
| III  | Брюссель — Ахен — Кёльн — Дрезден — Вроцлав — Катовице — Краков — Львов — Киев |
| IV   | Дрезден/Нюрнберг — Прага — Вена — Братислава — Дьёр — Будапешт — Арад — Бухарест — Констанца / Крайова — София — Салоники / Пловдив — Стамбул |
| V    | Восток — Запад: Венеция — Триест/Копер — Любляна — Марибор — Будапешт — Ужгород — Львов — Киев (протяжённость 1600 км) - Ветвь A: Братислава — Жилина — Кошице — Ужгород - Ветвь B: Риека — Загреб — Будапешт - Ветвь C (E73): Плоче — Сараево — Осиек — Будапешт |
| VI   | Север — Юг: Гданьск — Катовице — Жилина, западная ветвь Катовице — Брно |
| VII  | (Дунай) Северо-запад — Юго-восток: — протяжённость 2300 км |
| VIII | Дуррес — Тирана — Скопье — Битола — София — Бургас — Варна (протяжённость 1300 км) |
| IX   | Хельсинки — Выборг — Санкт-Петербург — Псков — Москва — Калининград — Киев — Любашёвка/Раздельная (Украина) — Кишинёв — Бухарест — Димитровград — Александруполис (протяжённость 3400 км) Главное поднаправление: Санкт-Петербург — Москва — Киев - Ветвь A: Клайпеда — Вильнюс — Минск — Гомель - Ветвь B: Калининград — Вильнюс — Минск — Гомель - Ветвь C: Любашёвка — Раздельная — Одесса |
| X    | Зальцбург — Любляна — Загреб — Белград — Ниш — Скопье — Велес — Салоники - Ветвь A: Грац — Марибор — Загреб - Ветвь B: Будапешт — Нови-Сад — Белград - Ветвь C: Ниш — София — Димитровград — Стамбул через коридор IV - Ветвь D: Велес — Прилеп — Битола — Флорина — Игуменица |